# Kameny (Otto Sukup)
Kameny je skulptura vytvořená akademickým sochařem Otto Sukupem (1926–2012). Dílo je umístěné v exteriéru na vydlážděné části okolního trávníku v malém parku na ulici Heyrovského v Ostravě-Porubě v Moravskoslezském kraji.

## Vznik a popis díla
Kameny jsou vytvořeny z pískovce a vznikaly v letech 1966–1969. Dílo je umístěné na soklu obloženém kachličkami před bývalou budovou Budoucnost (nyní známé jako Zuzana). Skládá se ze čtyř opracovaných kamenů, kde největší kámen má v horní části otvor. Místo je celoročně volně přístupné.

## Galerie

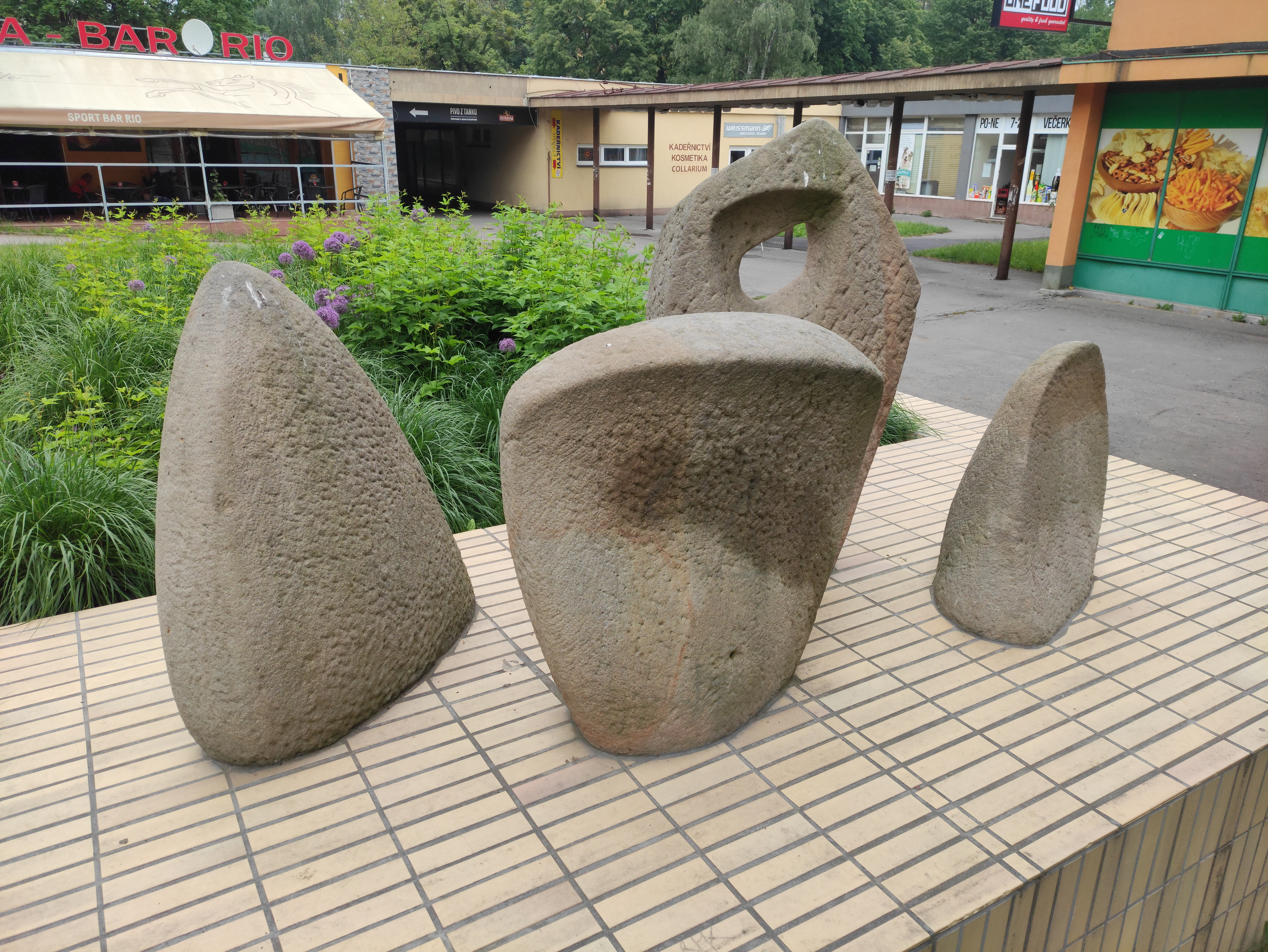